# ねる様の踏み絵
『ねる様の踏み絵』（ねるさまのふみえ）は、1995年10月17日から1996年3月19日までTBS系列で毎週火曜日21:00 - 21:54に放映されていた、とんねるずの司会による視聴者参加型お見合いバラエティ番組である。『ギミア・ぶれいく』終了以降ドラマ枠となっていた火曜21時台は、この番組からバラエティ番組枠に戻った。
1996年4月に番組名が『とんねるずのカバチ』となり、同年4月9日から同年9月17日まで放送された。

## 番組概要
今の彼氏・彼女のままでいいのか? それとも互いに交換（スワップ）しあい、彼氏・彼女を新しく作るか? 番組では彼氏・彼女もいてカップルになったけれど、「今の恋愛に満足じゃない」という理由で、愛に不安があり、やや不満も抱える一般公募の男女カップル10組にスタジオに登場してもらい、スワップするかモトサヤ に収まるかを判定しあう。番組最後のコーナーで誕生したスワッピングカップル（元の彼氏・彼女と別の出場者とカップルとなった男女）が1年以内に結婚あるいは結婚の予定があるという場合には、TBSの方から結婚準備金として10万円を贈呈していた。
彼氏・彼女をスワップ(交換)するといった内容や、男女が飴などを口移しするゲーム内容やカップル成立時にする「踏み絵」演出 には「不倫を推奨している」「内容が過激すぎる」「いじめを連想させる」といった批判が番組開始当初から寄せられており、日本PTA全国協議会のアンケートでは「子供に見せたくない番組」の第2位に入った。
なお、石橋は後番組の『うたばん』でも司会者として出演している。
番組の制作には、イザワオフィスが制作協力で関与していた。これは当時、とんねるずの所属事務所アライバルがイザワオフィスと提携関係であった為である（現在は解消）。

## 主なコーナー
恋愛リサーチ
出場カップル10組の恋愛データを調べる、いわば自己紹介コーナー。「自分はこんな所に惚れたので」「あの人のここが格好いい（あるいは可愛いい）」といった"カップルになった理由"も伺う。
ねる様の部屋
それぞれの男女カップルをシャッフルさせてトークさせる。とんねるずとゲストは特設セットで見守る。
ねる様ゲーム
初期にあったコーナーで、出場したカップルに飴などの菓子を口移しさせるといったコーナーであった。
最後の踏み絵
このコーナーにて最終的なカップルを決定する。出場者はここで引き続き本来の彼氏あるいは彼女とカップルになるか（モトサヤ宣言）、他の出場者とカップルになるか（スワップ宣言）を最終判断する。なお、後者の場合は"踏み絵"（スタジオ地面のガラス張りのモニターに彼氏か彼女の顔映像が映し出される）を踏む必要あり。そして互いの希望が一致した男女はカップル成立となり、その場でキスを行う。また相手と希望が一致しない場合はカップル不成立となり、当該出場者は「餓鬼の花道」（客席にある退場用のルート）を通り退場となる。

## 出演者
- 司会：とんねるず（石橋貴明・木梨憲武）
- アシスタント：堀井美香（TBSアナウンサー）/通称「イカ」。
- 初回ゲスト：いしだあゆみ
- ナレーション：初田啓介（TBSアナウンサー）

## スタッフ
- プロデューサー：加藤嘉一
- ディレクター：落合芳行、十二竜也、合田隆信、中鉢功
- チーフAD：奥山正次
- AD：伊藤広海
- 制作協力：イザワオフィス
- 制作著作：TBS